# Faro de Torre de Belém
El Faro de Torre de Belém (en portugués: Farol da Torre de Belém) era un antiguo faro, ya desaparecido, situado en Lisboa, Portugal, en el baluarte de la Torre de Belém. 

## Historia
El faro fue instalado en 1865 en la explanada del baluarte de la Torre de Belém. Era una estructura de hierro de ocho metros de altura cuya linterna reproducía la forma de las cúpulas de las garitas de la Torre para reducir el impacto visual del faro.
A finales de los años 1930 o comienzo de los 1940 fue desmontado y enviado a las islas Azores, a la isla de San Miguel, para sustituir al faro del muelle del puerto de Ponta Delgada que había sido destruido por un temporal, entrando en funcionamiento el 15 de junio de 1945 y donde todavía presta servicio.

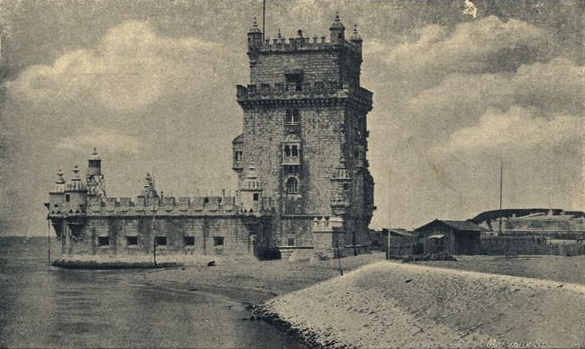
Imagen de 1898.
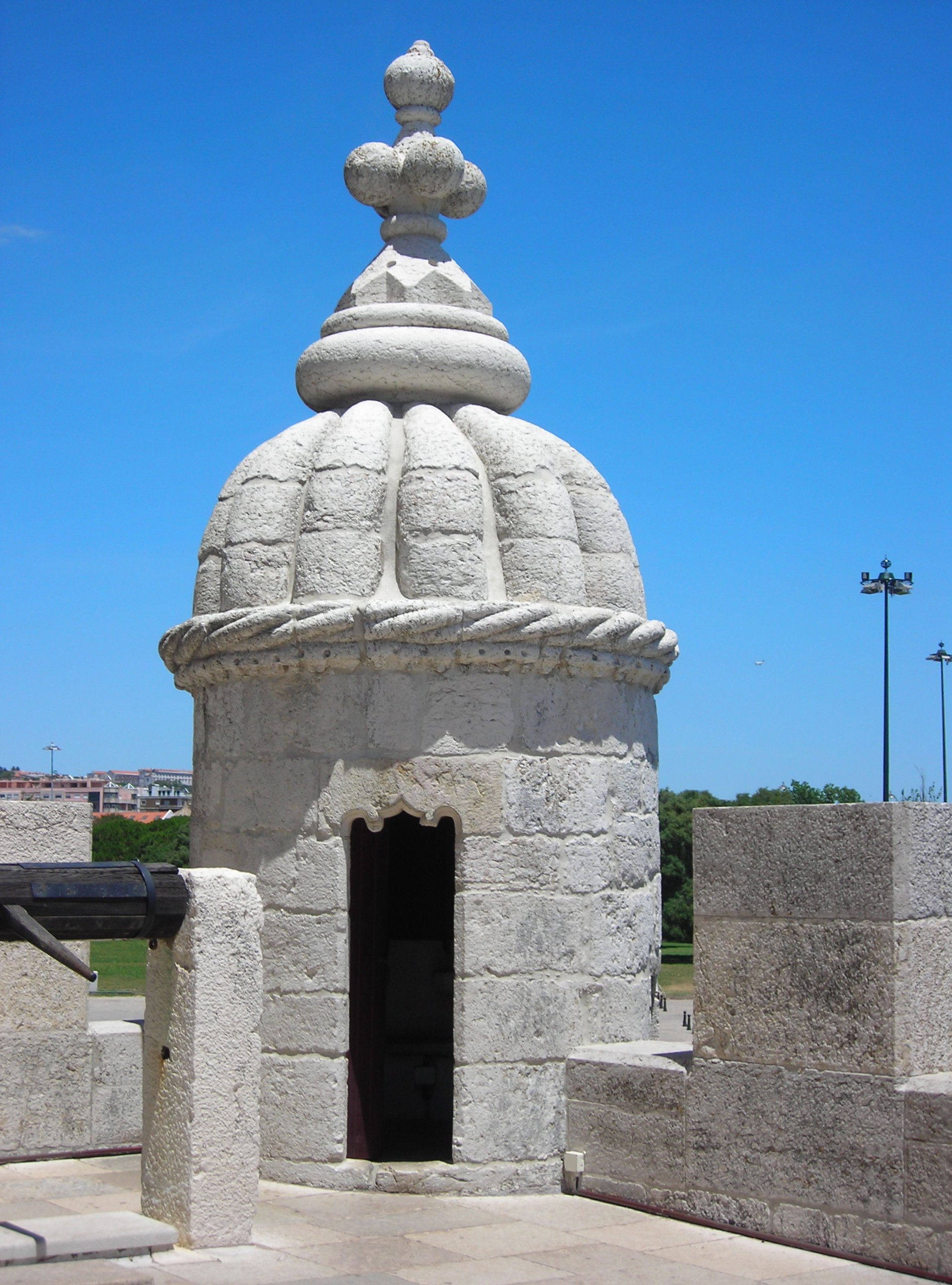
Garita de la Torre de Belém.
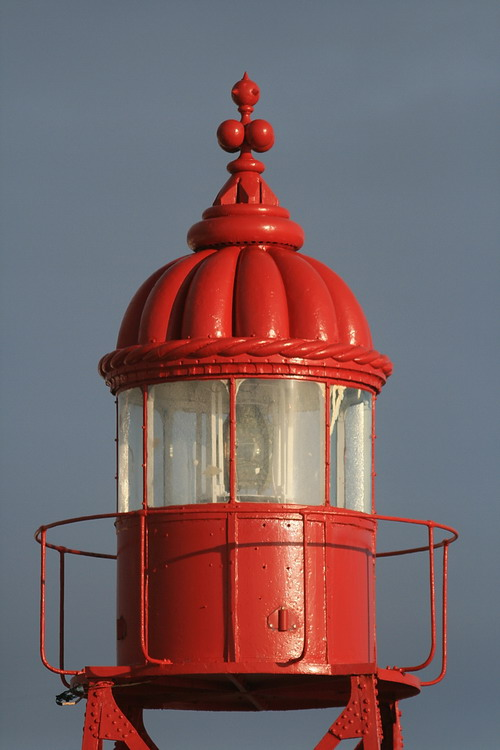
Linterna del faro cuya forma reproduce la de las garitas.